# Cnemaspis whittenorum
Cnemaspis whittenorum är en ödleart som beskrevs av  Das 2005. Cnemaspis whittenorum ingår i släktet Cnemaspis och familjen geckoödlor. Inga underarter finns listade i Catalogue of Life.